# اختبار مدى توكي
اختبار مدى توكي (بالإنجليزية: Tuckey Test)‏، المعروف أيضًا باسم اختبار توكي، أو طريقة توكي، أو اختبار توكي للفرق المعنوي الصادق (بالإنجليزية: Honestly Significant Difference)‏، هو إجراء مقارنة متعدد بخطوة واحدة واختبار إحصائي، يمكن استخدامه للعثور على المتوسطات التي تختلف بشكل معنوي فيما بينها.